# District de Penampang
Le district de Penampang (malais : Daerah Penampang) est un district administratif de l'État malaisien de Sabah, qui fait partie de la Division de la côte occidentale. La capitale du district est dans la ville de Donggongon.

### Liens connexes
- Districts de Malaisie